# 全国高等学校ホッケーチャンピオンズカップ
全国高等学校ホッケーチャンピオンズカップ（ぜんこくこうとうがっこうホッケーチャンピオンズカップ）は、高校ホッケーチャンピオンズカップ実行委員会が主催する高等学校フィールドホッケー大会であった。
2005年より毎年12月下旬に開催され、春の全国高等学校選抜ホッケー大会、夏の全国高等学校総合体育大会ホッケー競技大会、秋の国民体育大会ホッケー競技と並ぶ重要な大会であった。しかし、全国高等学校選抜ホッケー大会が2017年より12月開催となった関係で、2016年が最後の開催となった。
上記3大会の成績をポイント化して、上位8チームが年間王者をかけて戦う大会であった。

## 歴代優勝校
| 年 | 回     | 男子            | 男子 | 女子          | 女子 |
| -- | ------ | --------------- | ---- | ------------- | ---- |
| 1  | 2005年 | 天理(1)         | 奈良 | 羽衣学園(1)   | 大阪 |
| 2  | 2006年 | 伊吹(1)         | 滋賀 | 伊吹(1)       | 滋賀 |
| 3  | 2007年 | 岐阜学園総合(1) | 岐阜 | 岐阜各務野(1) | 岐阜 |
| 4  | 2008年 | 天理(2)         | 奈良 | 岐阜各務野(2) | 岐阜 |
| 5  | 2009年 | 岐阜学園総合(2) | 岐阜 | 羽衣学園(2)   | 大阪 |
| 6  | 2010年 | 丹生(1)         | 福井 | 岐阜各務野(3) | 岐阜 |
| 7  | 2011年 | 今市(1)         | 栃木 | 羽衣学園(3)   | 大阪 |
| 8  | 2012年 | 丹生(2)         | 福井 | 岐阜各務野(4) | 岐阜 |
| 9  | 2013年 | 伊吹(2)         | 滋賀 | 羽衣学園(4)   | 大阪 |
| 10 | 2015年 | 伊吹(3)         | 滋賀 | 岐阜各務野(5) | 岐阜 |
| 11 | 2016年 | 山梨学院(1)     | 山梨 | 岐阜各務野(6) | 岐阜 |